# Durutovići
Durutovići este un sat din comuna Pljevlja, Muntenegru. Conform datelor de la recensământul din 2003, localitatea are 93 de locuitori (la recensământul din 1991 erau 146 de locuitori).

## Demografie
În satul Durutovići locuiesc 64 de persoane adulte, iar vârsta medie a populației este de 34,5 de ani (34,7 la bărbați și 34,2 la femei). În localitate sunt 22 de gospodării, iar numărul mediu de membri în gospodărie este de 4,23.
Populația localității este foarte eterogenă.
|  |

| Demografie | Demografie | Demografie |
| An         | Locuitori  | Locuitori  |
| ---------- | ---------- | ---------- |
|            |            |            |
|            |            |            |
|            |            |            |
|            |            |            |
| 1948       | 98         |            |
| 1953       | 173        |            |
| 1961       | 175        |            |
| 1971       | 256        |            |
| 1981       | 154        |            |
| 1991       | 146        | 146        |
| 2003       | 94         | 93         |

| \| Componența etnică conform recensământului din 2003[2] \| Componența etnică conform recensământului din 2003[2] \| Componența etnică conform recensământului din 2003[2] \| Componența etnică conform recensământului din 2003[2] \| Componența etnică conform recensământului din 2003[2] \| \| ----------------------------------------------------- \| ----------------------------------------------------- \| ----------------------------------------------------- \| ----------------------------------------------------- \| ----------------------------------------------------- \| \| \| \| \| \| \| \| Musulmani \| Musulmani \| \| 27 \| 29,03% \| \| Sârbi \| Sârbi \| \| 26 \| 27,95% \| \| Muntenegreni \| Muntenegreni \| \| 24 \| 25,8% \| \| Bosniaci \| Bosniaci \| \| 14 \| 15,05% \| \| necunoscută \| necunoscută \| \| 0 \| 0% \| |              |  |    |        |
| Componența etnică conform recensământului din 2003 |              |  |    |        |
| |              |  |    |        |
| Musulmani | Musulmani    |  | 27 | 29,03% |
| Sârbi | Sârbi        |  | 26 | 27,95% |
| Muntenegreni | Muntenegreni |  | 24 | 25,8%  |
| Bosniaci | Bosniaci     |  | 14 | 15,05% |
| necunoscută | necunoscută  |  | 0  | 0%     |